# The Raw and the Cooked
Albums de Fine Young Cannibals
Fine Young Cannibals
(1985) The Raw and the Remix
(1990)
Singles
1. Ever Fallen in Love (With Someone You Shouldn't've)
Sortie : 1986
2. She Drives Me Crazy
Sortie : décembre 1988
3. Good Thing
Sortie : 14 avril 1989
4. Don't Look Back
Sortie : 25 août 1989
5. I'm Not the Man I Used to Be
Sortie : novembre 1989
6. I'm Not Satisfied
Sortie : 8 février 1990

The Raw and the Cooked est le deuxième et dernier album studio du groupe britannique Fine Young Cannibals sorti au début de l'année 1989. 
Le titre fait référence à l'ouvrage de l'ethnologue français Claude Lévi-Strauss Le Cru et le Cuit (publié en anglais sous le titre The Raw and the Cooked).
Album éclectique, aux influences variées (rock, pop, soul, funk), il remporte un grand succès à la fois critique et commercial. Culminant en tête des ventes dans plusieurs pays, il contient notamment les tubes She Drives Me Crazy et Good Thing.
Plusieurs chansons étaient déjà sorties bien avant la parution de l'album en 1989, comme la reprise des Buzzcocks, Ever Fallen in Love (With Someone You Shouldn't've), publiée en single en 1986 et figurant sur la bande originale du film Dangereuse sous tous rapports. Quant à Good Thing, Tell Me What et As Hard As It Is, c'est sur la bande originale du film Les Filous, sorti en 1987, qu'elles apparaissent tout d'abord.
L'album The Raw and the Remix qui sort en 1990 contient en grande majorité des remixes des chansons de The Raw and the Cooked.
En 2013 l'album sort en édition Deluxe double CD avec en bonus des chansons apparaissant en face B des singles et des remixes.

## Distinctions
En 1990, lors des Brit Awards, The Raw and the Cooked remporte le prix du meilleur album britannique, tandis que les Fine Young Cannibals sont sacrés meilleur groupe britannique.
L'album obtient également une nomination pour le Grammy Award de l'album de l'année.

## Musiciens
Fine Young Cannibals
- Roland Gift – chant
- Andy Cox (en) – guitares
- David Steele (en) – basse, claviers, boîte à rythmes

Musiciens additionnels
- Jools Holland – piano sur Good Thing
- Jimmy Helms, George Chandler et Jimmy Chambers (membres du groupe Londonbeat) – chœurs sur Good Thing, Tell Me What et It's OK (It's Alright)
- Martin Parry – batterie sur Tell Me What
- Simon Fowler – chœurs sur Don't Look Back
- Graeme Hamilton – trompette sur Don't Let It Get You Down et As Hard As It Is
- Jenny Jones – batterie et chœurs sur As Hard As It Is
- Gavyn Wright – violon sur As Hard As It Is
- Bridgette Enver – saxophone sur As Hard As It Is

## Liste des titres

### Édition originale vinyle
Toutes les chansons sont écrites et composées par Roland Gift et David Steele, sauf mentions.
| 1. | She Drives Me Crazy          | 3:36 |
| 2. | Good Thing                   | 3:22 |
| 3. | I'm Not the Man I Used to Be | 4:19 |
| 4. | I'm Not Satisfied            | 3:51 |
| 5. | Tell Me What                 | 2:47 |

| 6.  | Don't Look Back                                     |                            | 3:40 |
| 7.  | It's OK (It's Alright)                              | - Andy Cox - Gift - Steele | 3:32 |
| 8.  | Don't Let It Get You Down                           |                            | 3:23 |
| 9.  | As Hard As It Is                                    |                            | 3:14 |
| 10. | Ever Fallen in Love (With Someone You Shouldn't've) | Pete Shelley               | 3:54 |

### Titres bonus édition Deluxe
CD1
1. You Never Know - 4:29
2. Social Security -	3:28
3. Ever Fallen In Love (John Potoker Extended Mix) - 6:21
4. It's OK (It's Alright) (Ploeg Club Mix) - 4:35
5. Ever Fallen In Love (Club Senseless Arthur Baker Remix) - 9:26

CD2
1. She Drives Me Crazy (The Monie Love Remix) - 5:56
2. Good Thing (Nothing Like The Single Mix) - 4:40
3. I'm Not The Man I Used To Be (Jazzie B and Nellee Hooper Remix) - 5:13
4. I'm Not Satisfied (Matt Dike 12" Remix) - 4:36
5. The Flame - 3:52
6. Since You've Been Gone - 3:41
7. Trust - 3:55
8. Take What I Can Get - 4:16
9. I'm Not The Man I Used To Be (Jazzie B And Norman Cook Remix) - 6:41
10. She Drives Me Crazy (David Z 12" Version) - 7:06
11. Don't Look Back (12" Version) - 5:53
12. I'm Not The Man I Used To Be (Monster Mix) - 8:34
13. Good Thing (Prince Paul Remix) - 5:07
14. The Flame (Beatmasters Full Fat Mix) - 5:00
15. I'm Not The Man I Used To Be (12" Mellow Mix) - 4:50

## Classements hebdomadaires
| Classement (1989)             | Meilleure position |
| ----------------------------- | ------------------ |
| Allemagne (Media Control AG)  | 3                  |
| Australie (ARIA)              | 1                  |
| Autriche (Ö3 Austria Top 40)  | 1                  |
| Canada (RPM Top Albums)       | 1                  |
| États-Unis (Billboard 200)    | 1                  |
| France (IFOP)                 | 11                 |
| Norvège (VG-lista)            | 19                 |
| Nouvelle-Zélande (RIANZ)      | 2                  |
| Pays-Bas (Mega Album Top 100) | 10                 |
| Royaume-Uni (UK Albums Chart) | 1                  |
| Suède (Sverigetopplistan)     | 5                  |
| Suisse (Schweizer Hitparade)  | 2                  |

## Certifications
| Pays                    | Certification | Unités certifiées |
| ----------------------- | ------------- | ----------------- |
| Allemagne (BVMI)        | Platine       | 500 000           |
| Australie (ARIA)        | 3 × Platine   | 210 000           |
| Canada (Music Canada)   | 6 × Platine   | 600 000           |
| États-Unis (RIAA)       | 2 × Platine   | 2 000 000         |
| France (SNEP)           | 2 × Or        | 200 000           |
| Nouvelle-Zélande (RMNZ) | Platine       | 15 000            |
| Royaume-Uni (BPI)       | 3 × Platine   | 900 000           |
| Suède (GLF)             | Or            | 50 000            |
| Suisse (IFPI)           | Platine       | 50 000            |